# Жардин-Олинда
Жардин-Олинда (порт. Jardim Olinda) — муниципалитет в Бразилии, входит в штат Парана. Составная часть мезорегиона Северо-запад штата Парана. Входит в экономико-статистический микрорегион Паранаваи. Население составляет 1610 человек на 2006 год. Занимает площадь 128,515 км². Плотность населения — 12,5 чел./км².

## История
Город основан 1 декабря 1964 года.

## Статистика
- Валовой внутренний продукт на 2003 год составляет 12 482 310,00 реалов (данные: Бразильский институт географии и статистики).
- Валовой внутренний продукт на душу населения на 2003 год составляет 7950,52 реалов (данные: Бразильский институт географии и статистики).
- Индекс развития человеческого потенциала на 2000 год составляет 0,724 (данные: Программа развития ООН).